# 菅宮勝太郎

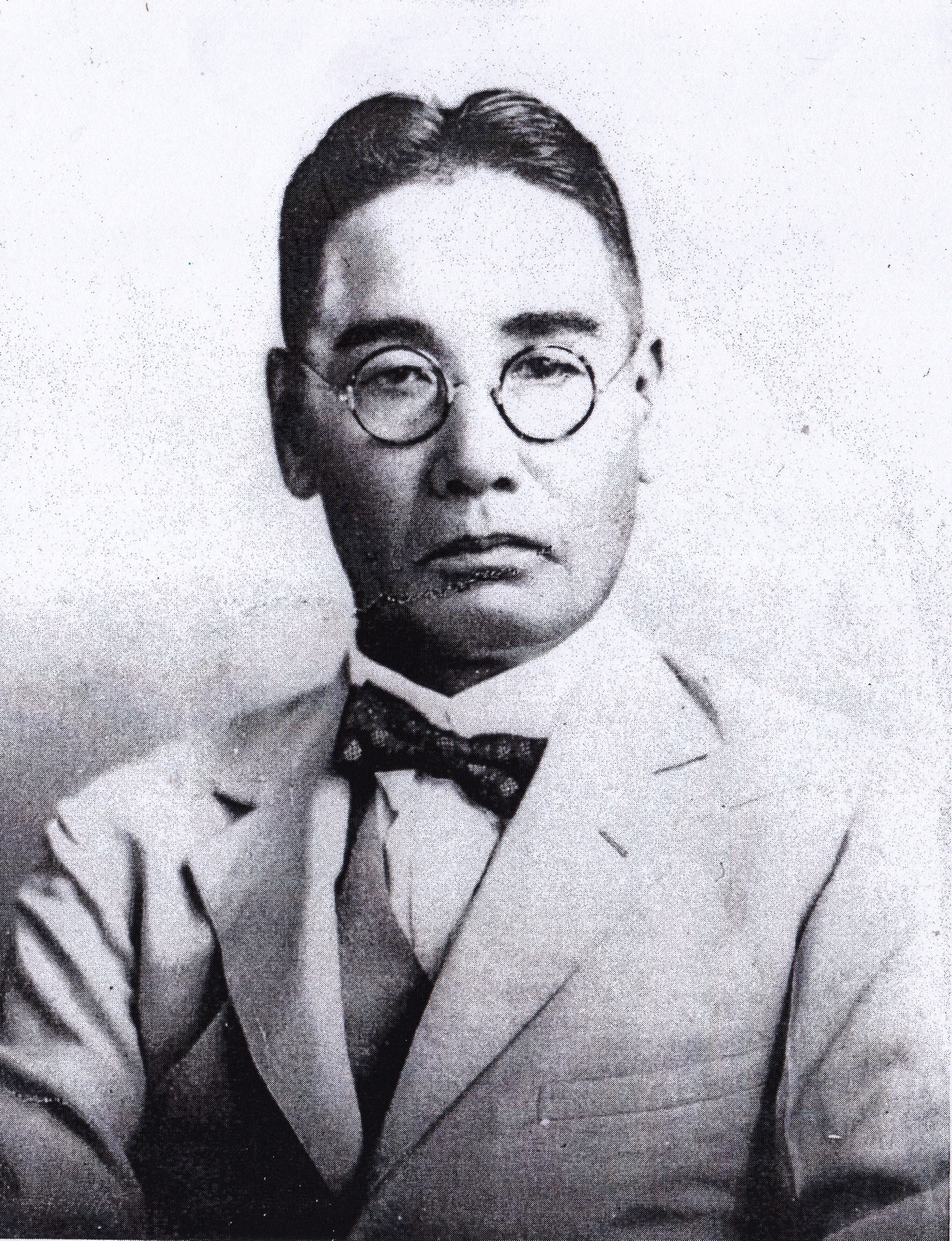
菅宮勝太郎肖像

菅宮勝太郎（日语： Sugamiya Katsutarou */?，1883年6月24日—1943年），日本茨城縣人，曾任新港支廳（今臺東縣成功鎮）長、新港長、臺東廳協議會員:225、新港信用組合長:64，致力於新港漁港之建設及道路之修築:225。

## 生平
菅宮勝太郎1883年6月24日出生於茨城縣鹿島郡東下村（今神市），1903年進入近衛工兵大隊第二中隊，翌年被派任為陸軍工兵一等兵，後為伍長，曾派駐大連、平壤等地。1906年擔任軍曹，同年獲授勳八等瑞寶章，1907年7月4日:142任阿緱廳（今屏東縣）巡查（警員），1910年為該廳警部補，其後在東港（今東港鎮）、阿里港（今里港鄉）、枋山（今枋山鄉）、甲仙埔（今高雄市甲仙區）等支廳、高雄郡楠梓分室任職，1919年8月升任警部:446:142，此外於1916年4月獲頒勳七等瑞寶章。
菅宮於1922年11月7日擔任新港支廳長:142，任內致力於新港至臺東道路之開闢，徵召原住民建造水泥橋樑，並完成該地以北至長濱、樟原間的道路:446。其亦與新港區長松井金二郎、成廣澳區長馬榮通，帶頭結合玉里支廳長宮原佐尚、玉里長松尾溫爾等人洽商，希望將海岸山脈打通，把鐵路延伸至新港，及建造海岸山脈橫貫公路。該計畫曾遭當局重視，但其後因戰爭緣故未能實行:446-447。
1932，其奉命調任至別處，因不願離開新港而辭職，後於1937年10月:142被任命為臺東廳協議會員:225，為永居新港:225，在今中山路上建有一幢別墅:446-447。1939年8月，接替妹尾半助擔任新港庄長。1943年病逝，死後遵照遺言埋葬於新港，1974年其後代曾至該墓祭拜。1990年墳墓因新建成功水產高級中學而遷移，工作人員挖掘菅宮之墓穴時，發現其骨灰及骨箱均已腐化，不留痕跡:447。